# 桑村繊維
桑村繊維株式会社（くわむらせんい、英: Kuwamura Co.,Ltd.）は兵庫県多可郡に本社を置く織物メーカーである。1928年創業。

## 会社概要
シャツ・ブラウスなどを中心とした衣料全般の布地の製造をおこなう。主に布地の製造の中心が中国等の諸外国へシフトされる中、現在まで製造を続けており、特に先染織物の分野で非常に強いことで知られる。
同社が本社を置く兵庫県多可郡は、隣に位置する西脇市に近いこともあり、同地域で生産される織物を総称して播州織との名称で呼ばれ、その素材の良さから、現在ではテキスタイルの中心的素材の一つにもなっている。
元々は織物製造業として創業したが、創業当時は多角的な事業経営をしており、畜産・食品製造業もおこなっていたが、のちに食品製造部門は分離され、クワムラ食品として現在に至る。

## 沿革
- 1928年 - 5月 桑村龍太郎が輸出織物として縞三綾の製造を始める。
- 1943年 - 12月 戦時企業整備令により廃業。
- 1947年 - 5月 桑村敏郎がジャガード織物の工場を再開復元。
- 1950年 - 10月 資本金150万円にて桑村織布株式会社を設立。
- 1970年 - 1月 商号を桑村繊維株式会社に変更